# Woodlawn (Caroline du Nord)
Pour les articles homonymes, voir Woodlawn.
Woodlawn est une census-designated place américaine située dans le comté d'Alamance dans l'État de Caroline du Nord. En 2000, sa population était de 1 051 habitants.

## Démographie
| 2000 | 2010 | - | - | - | - |
| ---- | ---- | - | - | - | - |
| 889  | 900  | - | - | - | - |

## Source de la traduction
- (en) Cet article est partiellement ou en totalité issu de l’article de Wikipédia en anglais intitulé « Woodlawn, North Carolina » (voir la liste des auteurs).